# Tren de carretera

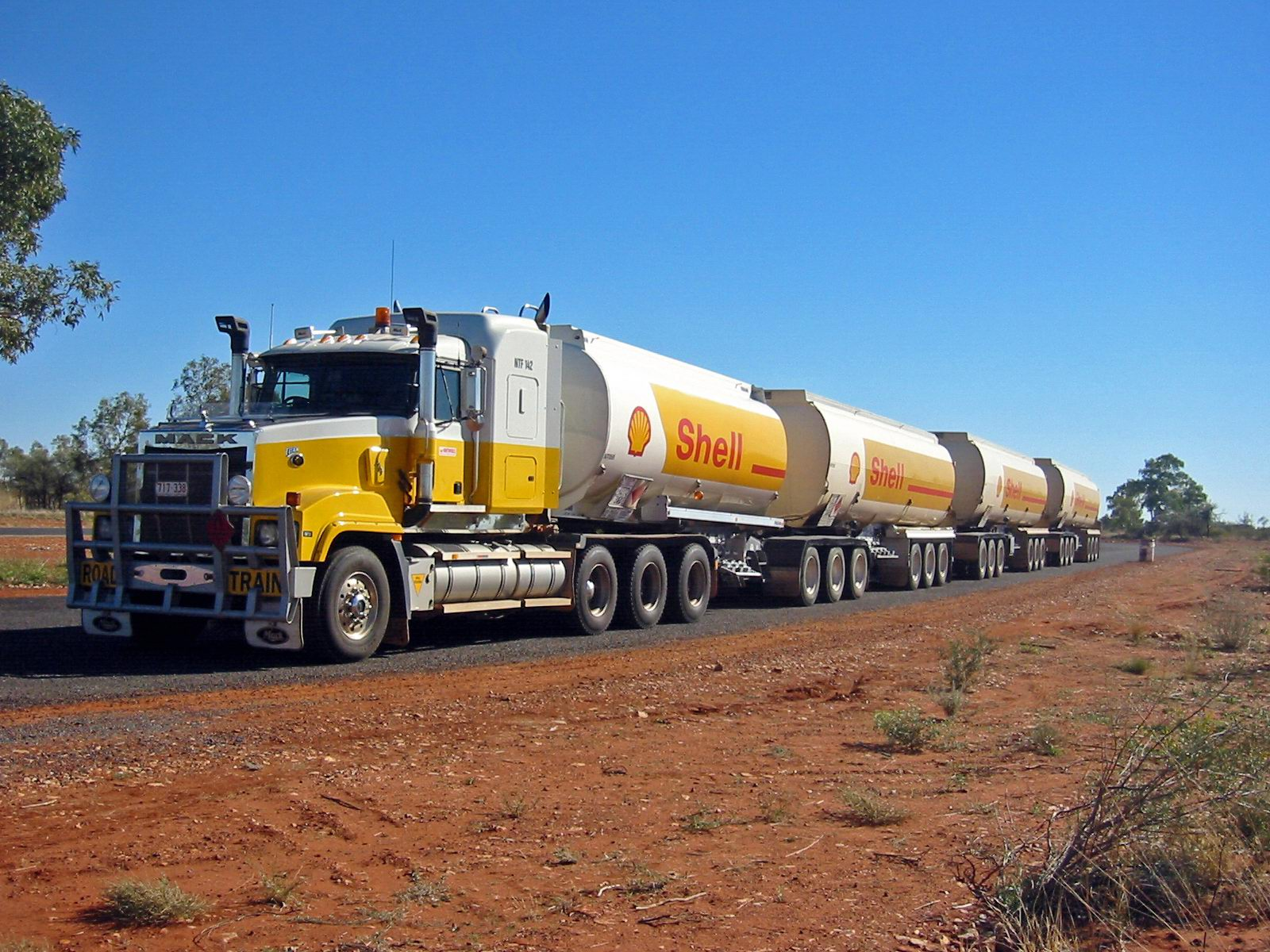
Tren de carretera de combustible.

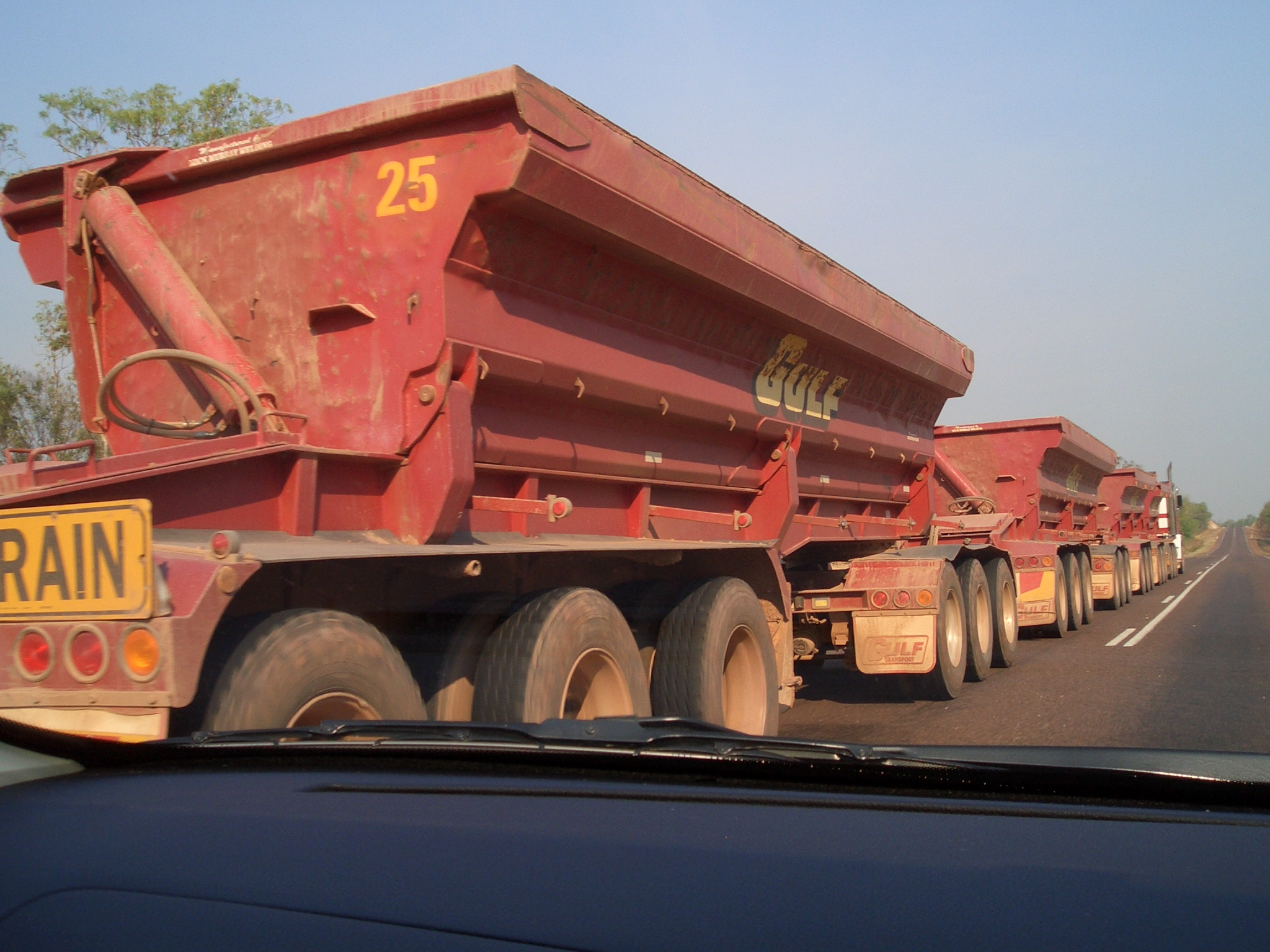
Adelantando a un Road Train en la Great Northern Highway.

Un tren de carretera (road train en inglés), también llamado bitrén o B-Doble (B-Double cómo se les llama a estos camiones en Australia), es un camión diseñado para prestar servicio entre zonas muy distantes y transportar cargas voluminosas de forma eficiente.
Está formado por un chasis de camión relativamente convencional con cabina y motor, que arrastra una sucesión de tres o más remolques de carga, número que puede llegar con frecuencia a doce o más, lo que dificulta su maniobrabilidad. Su uso de forma segura sólo es posible sobre carreteras muy rectas, de poco tránsito y terrenos llanos, como los de las regiones del interior australiano.
Al llegar a zonas urbanas los trenes de carretera se desarman y los remolques de carga son enganchados individualmente a camiones comunes. 
Se utilizan para transportar todo tipo de mercancías y, principalmente, ganado y combustibles. Lo económico de su utilización ha jugado un papel importante en el desarrollo de las regiones remotas por donde transitan. Los primeros prototipos fueron creados en los años 1920 por el ejército británico para su propio abastecimiento y suministro en zonas remotas de varios países de la Commonwealth, mostrándose especialmente eficaz en Australia. Uno fue adquirido por el gobierno australiano para el abastecimiento y suministro de zonas remotas del Territorio del Norte en los años 1930 y 1940, sustituyendo a las caravanas de camellos afganos empleadas desde finales del siglo XIX. Solo llevaba dos o tres remolques y con la cabina abierta y el ventilador del motor a sus espaldas, el conductor y su copiloto pasaban frío en invierno y calor en verano.
El mecánico rural nacido al sur de Alice Springs Kurt Johannsen (1915-2002) es considerado el inventor del moderno tren de carretera en los años 1950, tras sus trabajos con vehículos desechados por el ejército tras la Segunda Guerra Mundial, con su camión con tres remolques apodado "Bertha". Estos nuevos vehículos se emplearon para todo tipo de carga y transporte, y revolucionaron el transporte por carretera de Australia. 
Adelantar a un tren de carretera no es tarea fácil, y en algunas carreteras de tierra o cubiertas de arena, una tarea prácticamente imposible. Hace falta paciencia, ayuda del conductor del tren de carretera y vías muy rectas. Generalmente los conductores utilizan las luces intermitentes durante corto tiempo para indicar que se puede avanzar de forma segura, y los conductores de los automóviles, después de rebasar los trenes de carretera, las usan en un lado y luego en el otro para mostrar su agradecimiento.
Los trenes de carretera a veces transitan por carreteras con un solo carril asfaltado, siendo necesario que los conductores que viajan en sentido opuesto salgan de la zona pavimentada para que puedan pasar. 
En 1999 la ciudad de Merredin, Australia Occidental, entró en el Libro Guinness de Récords al hacer transitar durante 8 km un tren con 45 unidades arrastradas y un total de 603 toneladas, que medía 610 metros, arrastrado por una sola tractora Kenworth.
En 2003, se mejoró el récord cerca de Mungindi, por un tren de carretera con 87 remolques y un solo camión impulsándolos (el tren midió 1235 metros de largo).
En 2005 un camión con 105 remolques y 1442 metros de largo.
En 2006 un camión con 112 remolques y 1474 metros de largo.